# Richie Steamboat
Richard Henry Blood Jr., meglio conosciuto come Richie Steamboat (Charlotte, 7 luglio 1987), è un ex wrestler statunitense di origini samoane, noto per i suoi trascorsi nella World Wrestling Entertainment tra il 2012 e il 2013.
È il figlio della leggenda della WWE Ricky Steamboat.

## Carriera

### Gli esordi (2008–2010)
Il 25 luglio 2008, Steamboat fa il suo debutto ufficiale nel mondo del wrestling ad uno show della Premiere Wrestling Showcase, battendo George South jr. Due settimane dopo, vince il suo primo titolo in carriera, l'EWA Florida Heavyweight Championship sconfiggendo Mr.Florida. Passa poi alla World Wrestling League (WLW) dove debutta sconfiggendo Darin Waid. Il 24 ottobre, in WLW, sconfigge Waid e Tommaso Ciampa in un triple treath match. Torna in EWA e vince l'EWA Missouri Heavyweight Championship sconfiggendo Terry Murdoch il 31 ottobre 2008. Il 25 novembre, difende il titolo sconfiggendo Bobby Eaton. Nel match, era inoltre in palio l'EWA Georgia Heavyweight Championship detenuto da Eaton che Steamboat riesce ad unificare con l'EWA Missouri. Il 6 gennaio 2009, Steamboat rende vacanti entrambi i titoli per andare a combattere in Giappone.
Il 23 gennaio 2009, Steamboat fa il suo debutto in Giappone perdendo contro Makoto Hashi. Combatte diversi match di coppia con partner diversi, perdendoli però quasi tutti.
Successivamente, Steamboat torna negli Stati Uniti e, l'11 luglio 2009, sfida Ricky Nelson per l'NWA Mid-Atlantic Junior Heavyweight Championship, ma non riesce a vincere.
Combatte anche a Puerto Rico, nella World Wrestling Council dove debutta il 24 luglio sconfiggendo Ricky Reyes. Ottiene una serie di vittorie contro Tommy Diablo, Mr. X e Hiram Tua. Il 15 agosto 2009, combatte addirittura in coppia con suo padre Ricky Steamboat, sconfiggendo Hiram Tua e Orlando Colon.

### Florida Championship Wrestling (2010–2012)
Steamboat firma un contratto di sviluppo con la WWE nel 2010 e viene mandato in FCW per allenarsi. Fa il suo debutto usando il nome di Richie Steamboat il 18 febbraio 2010, subendo una sconfitta per mano di Heath Slater. Il giorno dopo, perde anche contro Johnny Curtis ma la settimana dopo, precisamente il 25 febbraio, sconfigge Donny Marlow. A giugno inizia un feud con i Dudebusters (Caylen Croft & Trent Baretta) nato dal fatto che Richie e suo padre avevano battuto questi ultimi in un tag team match. L'8 luglio, Richie sconfigge un membro dei Dudebusters, Caylen Croft e il 15 luglio, in coppia con Derrick Bateman, sconfigge i Dudebusters chiudendo la faida. Ne inizia un'altra con i campioni di coppia FCW nel gennaio 2011 ovvero Titus O'Neil e Damien Sandow. Dopo vari match persi sia contro O'Neil sia contro Sandow, Steamboat si allea con Seth Rollins, riuscendo a vincere l'FCW Florida Tag Team Championship con quest'ultimo il 25 marzo. Partecipa anche al torneo a 4 per decretare il primo Florida 15, ma arriva terzo superando solo Jinder Mahal. Nei tapings FCW del 7 aprile, Rollins & Steamboat difendono i titoli di coppia FCW dall'assalto di Brett DiBiase & Lucky Cannon. Perderanno i titoli di coppia contro Calvin Raines e Big E Langston. Nei tapings del 30 giugno, Richie Steamboat perde un triple treath match in favore di Brad Maddox. Il match comprendeva anche Percy Watson. All'FCW Gainesville Show dell'8 luglio, Richie Steamboat riesce a sconfiggere il vincitore del triple treath della settimana prima, ovvero Brad Maddox. Il 16 luglio, all'FCW Summer SlamaRama, vince un match di coppia insieme a Leakee contro DeSean Bishop e Mack Hetfield. Nell'Orlando Show del 27 luglio, Richie Steamboat sconfigge Mack Hetfield in un match singolo. Nei tapings dell'11 agosto, vince per squalifica un 2 on 1 handicap match contro Colin Cassady e Rodney Thomas. Successivamente, sconfigge in un match uno contro uno Brad Maddox. Ottiene poi più volte l'opportunità di conquistare il titolo FCW ma non riesce a conquistarlo. Il 13 ottobre, viene sconfitto dal suo rivale Husky Harris in Falls Count Anywhere Match. Il 15 dicembre, perde ancora contro Harris in un Bullrope Match. Nei tapings del 12 gennaio 2012, Steamboat sconfigge Damien Sandow in un 15 Minute Ironman Match conquistando l'FCW 15 Championship. Difende il titolo il 23 febbraio contro Antonio Cesaro. Il 2 marzo, al Kissimmee Show, il suo match contro Dean Ambrose finisce in Double Count Out. Al Tampa Show del 24 marzo, perde invece un match a 8 uomini, in squadra con Jason Jordan, Benicio Salazar e lo stesso Ambrose contro Damien Sandow, Leo Kruger, Big E Langston e Brad Maddox. A fine mese, perde insieme a Xavier Woods contro Jake Carter e Corey Graves. Nei tapings del 26 aprile, sconfigge Rick Victor e all'Orlando Show, batte Briley Pierce. All'Orlando Show del 20 giugno, difende il titolo contro Leo Kruger vincendo per 2 a 1. Il giorno dopo, però, perde il titolo contro Brad Maddox. Dopo essere stato sconfitto da Dean Ambrose, Steamboat il 20 luglio sconfigge Rick Victor e conquista l'FCW Florida Heavyweight Championship. Il 1º agosto, a Bull Bash VI, sconfigge Leo Kruger. Dall'agosto 2012, la FCW chiude e tutti i talenti vengono spostati ad NXT.

### World Wrestling Entertainment (2012–2013)
Nella puntata di NXT del 27 giugno 2012, Steamboat fa il suo debutto in WWE, sconfiggendo Rick Victor e abbracciando suo padre, dedicandogli la vittoria. Combatte di nuovo il 18 luglio, stavolta perdendo contro Leo Kruger. Contro Kruger combatte anche il 1º agosto, nelle eliminatorie del torneo per incoronare il primo NXT Champion, avanzando al turno successivo. La settimana dopo viene eliminato da Jinder Mahal. Il 22 agosto, Steamboat attacca Kassius Ohno dopo il suo match contro Jake Carter. Il 5 settembre, Ohno e Steamboat si affrontano, ma il match finisce dopo poco per squalifica, poiché Ohno infila le dita negli occhi al suo avversario. Il 19 settembre, Steamboat interviene nel match fra Kassius Ohno e Oliver Grey, attaccando il primo e facendolo fuggire. Settimana seguente, ha un match contro Ohno, che Steamboat riesce a vincere grazie ad un Roll-Up ma dopo viene intrappolato nella manovra di sottomissione di Kassius ed è necessario l'intervento degli arbitri per fargli mollare la presa. Nella puntata del 3 ottobre, Steamboat attacca Ohno appena egli arriva all'arena per i tapings, ma la stessa sera, viene battuto da Drew McIntyre, a causa della distrazione causata da Kassius. Il 17 ottobre, perde nuovamente in coppia con gli Usos contro il rivale Kassius Ohno e gli Ascensions. La settimana successiva non combatte, ma interviene nel match tra il suo rivale Kassius Ohno e Trent Barreta, determinando la vittoria di quest'ultimo. Nella puntata di NXT del 21 novembre, affronta Kassius Ohno prendendo il posto di un infortunato Baretta e vince il match.
Si infortuna gravemente alla schiena ed è costretto ad assentarsi per parecchi mesi. Steamboat è stato svincolato dalla WWE il 19 dicembre 2013 dopo il lungo infortunio alla schiena. Il 15 aprile 2015 Ricky "The Dragon" Steamboat, padre di Richie e membro della WWE Hall of Fame dal 2009, conferma che il figlio non sarà più in grado di lottare.

## Titoli e riconoscimenti
Exodus Wrestling Alliance
- EWA Florida Heavyweight Championship (1)
- EWA Missouri Heavyweight Championship (1)
- EWA Georgia Heavyweight Championship (1)

Florida Championship Wrestling (FCW)
- FCW Florida Heavyweight Championship (1)
- FCW 15 Championship (1)
- FCW Florida Tag Team Championship (1) – con Seth Rollins

Pro Wrestling Illustrated
- 98º tra i 500 migliori wrestler singoli nella PWI 500 (2012)